# Área metropolitana de Medford
El Área Estadística Metropolitana de Medford, OR MSA , como la denomina la Oficina de Administración y Presupuesto, es un Área Estadística Metropolitana centrada en la ciudad de  Medford,  que solo abarca el condado homónimo en el estado de Oregón, Estados Unidos. Su población según el censo de 2010 es de 203.206 habitantes, convirtiéndola en la 207.º área metropolitana más poblada de los Estados Unidos.

## Comunidades
Ciudades y pueblos
| - Ashland - Butte Falls - Central Point - Eagle Point | - Gold Hill - Jacksonville - Medford (ciudad principal) - Phoenix | - Rogue River - Shady Cove - Talent |

Comunidades no incorporadas y lugares designados por el censo
| - Applegate - Beagle - Bitter Lick - Brownsboro - Buckhorn Springs - Buncom - Bybee Corner | - Cascade Gorge - Climax - Colestin - Dardanelles - Foots Creek - Four Corners - Lake Creek | - Lincoln - McKee Bridge - McLeod - Mountain View - Pinehurst - Prospect - Provolt | - Rock Point - Rogue Elk - Seven Oaks - Starvation Heights - Steamboat - Ruch - Sams Valley | - Table Rock - Tolo - Trail - Union Creek - White City - Wimer |